# Dinastía sajona

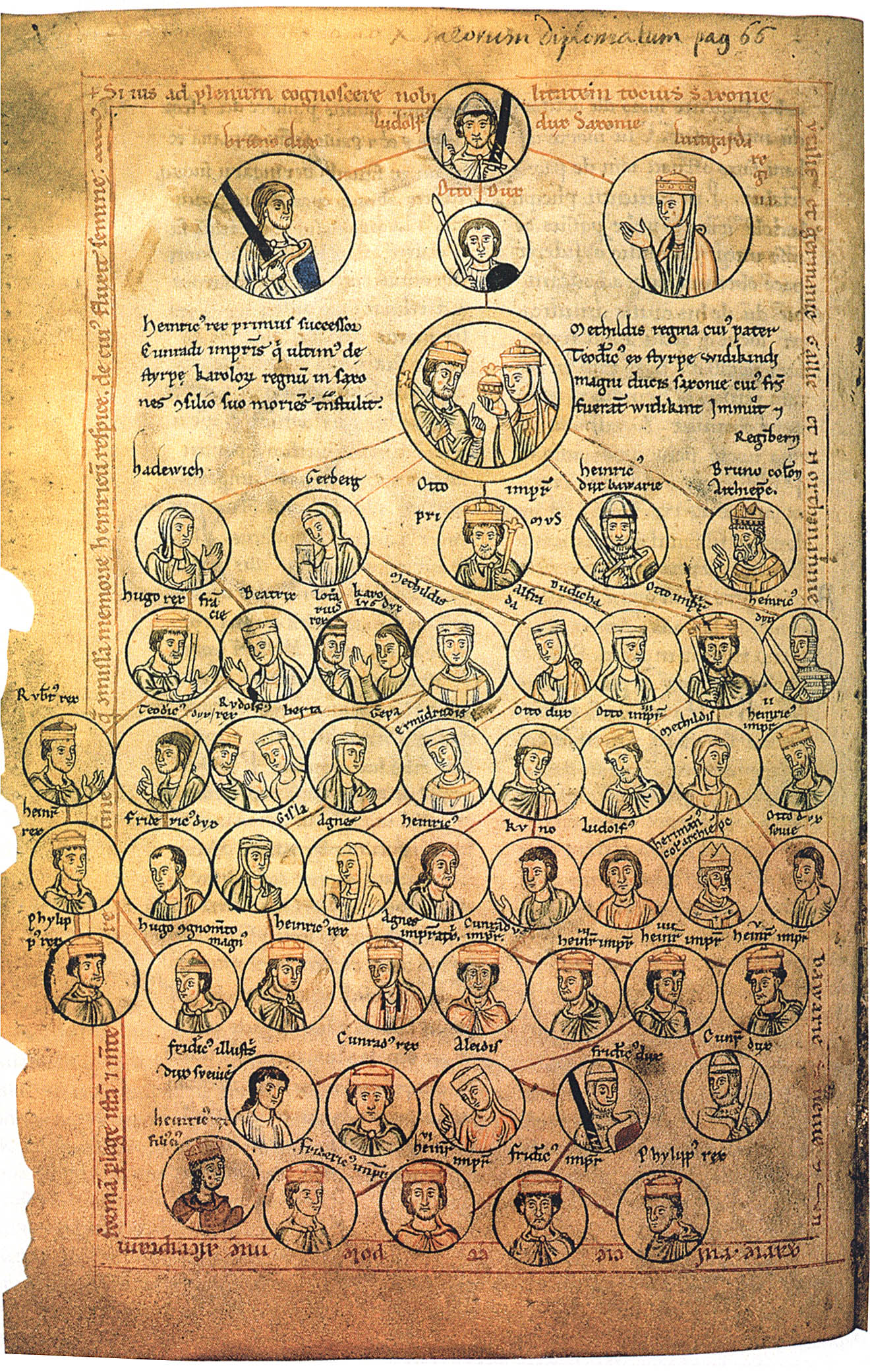
Representación del árbol genealógico otoniano en un manuscrito del.

La dinastía sajona u otoniana fue una familia nobiliaria de Alemania (Germania) durante los siglos IX-XI, algunos de cuyos miembros fueron reyes de Alemania y emperadores. Son llamados otónidas por los tres emperadores llamados Otón, y "dinastía sajona" porque sus inicios empiezan en las tierras de Sajonia. También se denominan Liudolfinger, por su origen familiar, al ser descendientes del caudillo sajón Liudolfo.

## Duques de Alemania
- Liudolfo, ¿843-866? Duque de los sajones orientales (Ostfalia).
- Bruno, ¿866?-880. Duque de los sajones orientales; es posible que lo fuera también de todo el ducado de Sajonia.
- Otón I el Ilustre, 880-912. Duque de Sajonia.
- Enrique I el Pajarero, 912-936. Rey de Alemania (rey de los francos orientales), 919-936.
- Otón I el Grande, 936-961. Rey de Alemania, 936-973, emperador del Sacro Imperio, 962-973.

## Reyes y emperadores de Alemania
- Enrique I el Pajarero, rey de Alemania, 919-936[1] (rey de los francos orientales, no coronado emperador).
- Otón I el Grande, rey de Alemania, 936-973, emperador del Sacro Imperio, 962-973.[2]
- Otón II, rey de Alemania, 961-983, emperador del Sacro Imperio, 967/973-983 (967-973 emperador junto con Otón I).[3]
- Otón III, rey de Alemania, 983-1002, emperador del Sacro Imperio, 996-1002.[4]
- Enrique II, rey de Alemania, 1002-1024, emperador del Sacro Imperio, 1014-1024.[5]

## Duques de Baviera
- Enrique I, 947-955, hermano del emperador Otón I.
- Enrique II el Pendenciero, 955-976, 985-995.
- Otón I (sobrino del emperador Otón II), duque de Baviera 976-982, duque de Suabia, 973-982.
- Enrique IV (hijo de Enrique II de Baviera), duque de Baviera, 995-1004 y 1009-101, rey de Alemania, 1002-1014, emperador, 1014-1024.

## Duques de Suabia
- Liudolfo de Suabia, 950-954, hijo del emperador Otón I y de su primera esposa Edith de Wessex.
- Otón I sobrino del emperador Otón II e hijo del precedente, duque de Suabia, 973-982, duque de Baviera, 976-982.

## Otros personajes
- Hedwige de Sajonia, c. 910-965, hermana del emperador Otón I, esposa de Hugo el Grande y madre del rey de Francia Hugo Capeto.
- Bruno de Colonia, 925-965, hermano del emperador Otón I, duque de Lotaringia 944-953 y arzobispo de Colonia 953-965.
- Beata Gisela de Baviera, (984-1059), hija del duque Enrique II de Baviera (el pendenciero), hermana del emperador San Enrique II del Sacro Imperio Romano Germánico, esposa del rey San Esteban I de Hungría.